# 上海博物馆
上海博物馆位于中华人民共和国上海市，是一所中国古代艺术博物馆。馆藏文物102余万件（包括珍贵文物14.5余万件），涵盖三十多个门类，其中青铜器、陶瓷和书画是最为突出的。

## 历史
上海博物馆于1950年筹建，1952年12月正式开放。当时展馆设在原上海跑马厅，后迁至河南路原中汇银行大厦。1958年，上海博物馆设立文物修复工场。
1993年在当时马承源和汪庆正馆长的多方努力下，新馆舍在上海市中心人民广场开工。
1996年10月12日新馆正式开馆。其建筑造型源自中國傳統天圓地方的世界觀。一位大英博物馆的董事曾称其为“本世纪最后的绝唱”。2008年3月10日，上海博物馆向社会免费开放。
截至2021年末，上海博物馆馆藏文物102万余件。
2022年3月10日，上海博物馆因新冠疫情实行临时闭馆。
2023年9月4日起，上海博物馆人民广场馆的中国古代青铜馆、中国古代雕塑馆、中国古代陶瓷馆、中国历代印章馆、中国古代玉器馆、中国历代货币馆将进行闭馆调整。10月9日起，人民广场馆将闭馆进行展厅调整。12月10日，上海博物馆人民广场馆舍重新对外开放。

## 文物

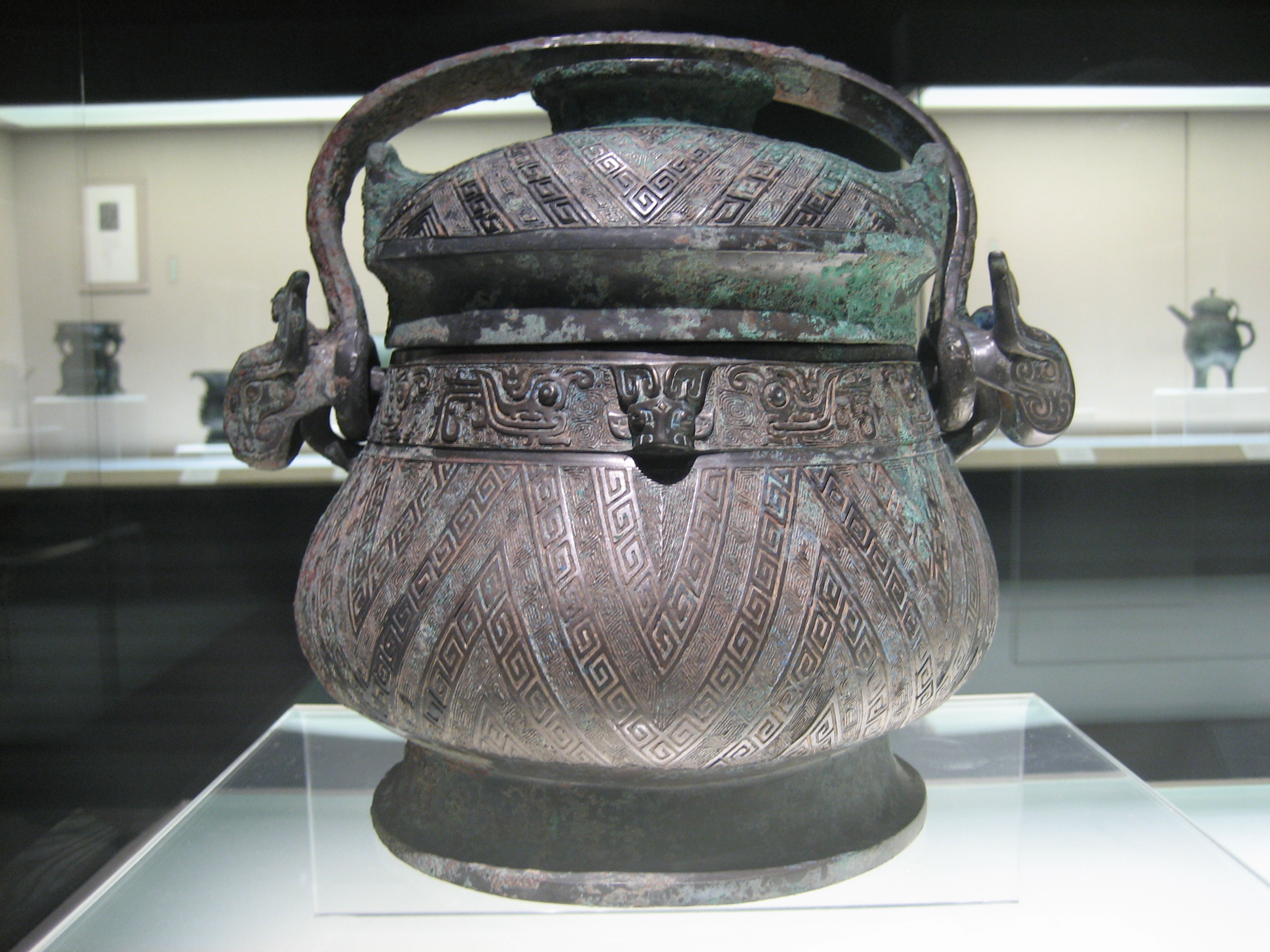
周代早期的曲折雷纹卣

上海博物馆设有十三个专馆，三个展览厅。三个展览厅不定期引进和展出海内外博物馆和文物收藏机构收藏的珍贵文物和各类艺术品。

### 中国古代青铜馆
位于一层，展室面积1200平方米。馆内以深墨绿色为主色调，木质展柜古朴典雅。其中陈列了400余件精美青铜器，完整反映了中国古代青铜艺术的发展史。
馆藏青铜器，以江南几大名家的传世精品为主。其中不乏国宝级珍品，有“大克鼎”、“牺尊”、“商鞅方升”、“子仲姜盘”、“晋侯稣钟”、“‘见日之光’透光镜”等。

### 中国古代雕塑馆
位于一层，展室面积640平方米。以金、红、黑三色为主色调，其莲瓣形隔墙，佛龛形壁橱，露置式陈列，使人有徜徉于石窟寺的特殊感受。展厅中陈列着上起战国、下至明代的120余件展品，其中最引人注目的是中国佛像雕塑。

### 中国古代陶瓷馆

上海博物馆藏汝窑青瓷

位于二层，展室面积1300平方米。以绿色为基调。馆中陈列着历代陶瓷精品500余件。

### 中国历代书法馆
位于三层，书画庋藏丰富，除了晋唐宋元赫赫名迹外，明清书画，大小名家，一应俱全，又收进宋高宗《嵇康养生论》、《淳化阁帖祖本》、钱氏原藏《明人尺牍》等国宝级文物。

### 中国历代绘画馆
位于三层。

### 中国明清家具馆

上海博物馆藏明式家具

明清家具集中了王世襄和陈梦家两大家的精华。

### 中国少数民族工艺馆

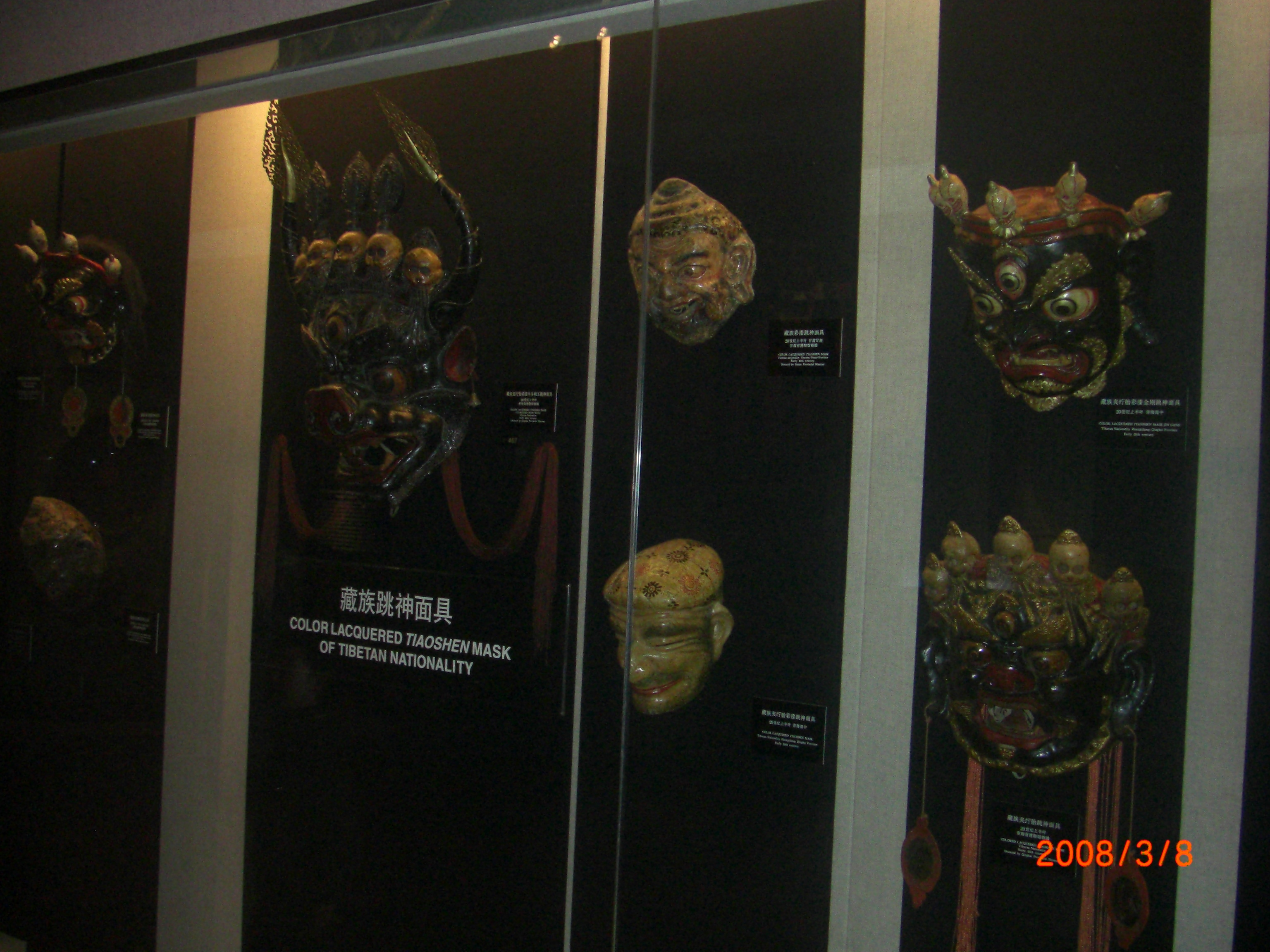
藏族神面

位于四层。

### 中国历代钱币馆
位于四层。

### 中国古代玉器馆
位于四层。

### 暂得楼陶瓷馆
暂得楼陶瓷馆是由胡惠春、王华云捐赠的瓷器专馆，展出从晋、唐至清末的共130件作品，以清代官窑瓷器为大宗。

## 临时特展
上海博物馆除常设展览以外，还经常举办临时特展。如2002年的晋唐宋元国宝书画展。

## 交通
- 上海轨道交通1号线/2号线/8号线 人民广场站
- 上海轨道交通8号线/14号线 大世界站